# Here with Me (Marshmello)
Here with Me is een nummer van de Amerikaanse dj Marshmello uit 2019, in samenwerking met de Schotse band Chvrches.
"Here with Me" bestormde wereldwijd de hitlijsten. In de Amerikaanse Billboard Hot 100 bereikte het nummer een bescheiden 31e positie, terwijl in het Verenigd Koninkrijk de 9e positie werd behaald. Ook in het Nederlandse taalgebied werd het nummer een hit; met een 14e positie in de Nederlandse Top 40 en een 20e positie in de Vlaamse Ultratop 50.